# ʻAta Maama Tu'utafaiva
ʻAta Maama Tu'utafaiva (* 25. Mai 1997 auf Haʻafeva) ist eine tongaische Leichtathletin, die sich auf das Kugelstoßen spezialisiert hat. Sie siegte bisher dreimal bei Ozeanienmeisterschaften und siegte 2019 bei den Pazifikspielen und zählt damit zu den erfolgreichsten Leichtathletinnen ihres Landes.

## Sportliche Laufbahn
Erste internationale Erfahrungen sammelte ʻAta Maama Tu'utafaiva im Jahr 2013, als sie bei den Mini-Pazifikspielen in Mata Utu mit einer Weite von 12,55 m den vierten Platz im Kugelstoßen belegte. Im Jahr darauf siegte sie mit 13,39 m bei den Ozeanienmeisterschaften in Rarotonga und siegte am selben Tag bei den zugleich ausgetragenen Ozeanienmeisterschaften mit 13,64 m. 2015 gewann sie bei den Pazifikspielen in Port Moresby mit 13,03 m die Bronzemedaille hinter Milika Tuivanuavou aus Fidschi und Tereapii Tapoki von den Cook Islands. Zudem gewann sie bei den Ozeanienmeisterschaften in Cairns mit 13,65 m die Bronzemedaille hinter Milika Tuivanuavou und Patsy Mckenzie aus Samoa. 2017 gewann sie bei den Ozeanienmeisterschaften in Suva mit 14,07 m die Bronzemedaille hinter der Neuseeländerin Maddison-Lee Wesche und Ashley Bologna aus Neukaledonien. Anschließend siegte sie mit 14,95 m bei den Mini-Pazifikspielen in Port Vila. Im Jahr darauf gelangte sie bei den Commonwealth Games im australischen Gold Coast mit 15,36 m auf Rang zehn. 2019 gewann sie bei den Ozeanienmeisterschaften in Townsville mit 16,15 m die Bronzemedaille hinter der Neuseeländerin Wesche und deren Landsfrau Victoria Owers. Zudem belegte sie im Diskuswurf mit 35,17 m den neunten Platz. Anschließend siegte sie mit 16,61 m bei den Pazifikspielen in Apia im Kugelstoßen und gewann im Diskusbewerb mit 40,39 m die Bronzemedaille hinter Lesly Filituulaga aus Neukaledonien und Tereapii Tapoki von den Cook Islands.
2022 siegte sie mit 16,29 m bei den Ozeanienmeisterschaften in Queensland im Kugelstoßen und belegte im Diskuswurf mit 37,91 m den siebten Platz. Anschließend siegte sie bei den Mini-Pazifikspielen in Saipan mit 15,60 m im Kugelstoßen und gewann mit dem Diskus mit 37,02 m die Bronzemedaille. Daraufhin wurde sie bei den Commonwealth Games in Birmingham mit 16,30 m Zehnte. Im Jahr darauf gewann sie bei den Pazifikspielen in Honiara mit 16,37 m die Silbermedaille im Kugelstoßen hinter der Samoanerin Nuuausala Tuilefano. 2024 verteidigte sie bei den Ozeanienmeisterschaften in Suva mit 16,24 m ihren Titel im Kugelstoßen und belegte im Diskusbewerb mit 36,12 m den siebten Platz.
In den Jahren 2023 und 2024 wurde Tu'utafaiva tongaischer Meisterin im Kugelstoßen sowie 2024 auch im Diskuswurf.

## Persönliche Bestleistungen
- Kugelstoßen: 16,61 m, 15. Juli 2019 in Apia
- Diskuswurf: 40,39 m, 17. Juli 2019 in Apia